# Денгоффи

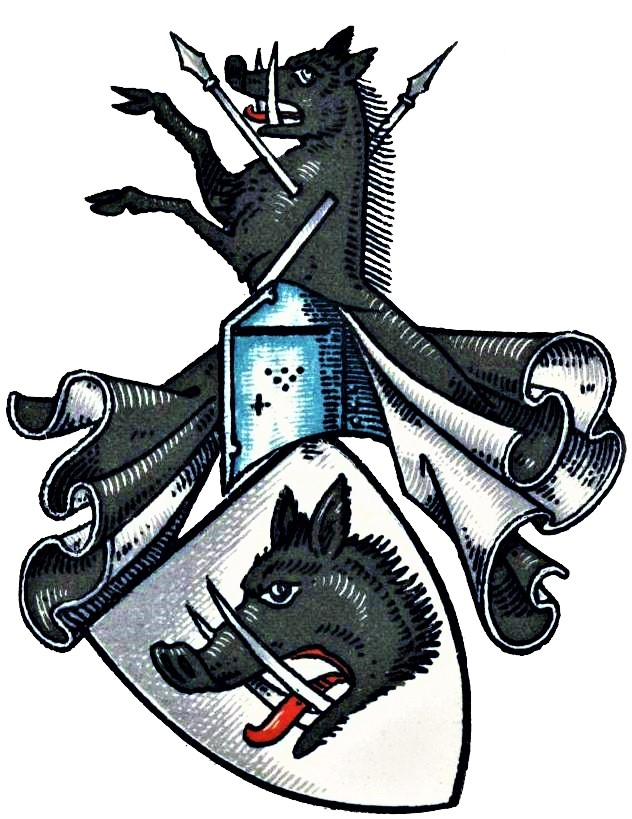
Герб Денгоффів.

Денго́ффи (нім. Dönhoff; пол. Denhoffowie (одн.) Denhoff, Donhoff,) — німецький шляхетський рід. Походить з графства Марк у Вестфалії. Вперше згадується під 1282 роком. У XIV столітті частина представників роду осіла в Лівонії, ставши лицарями Лівонського ордену. Після Віленської унії 1561 року влилися до рядів шляхти Речі Посполитої. Мали власний герб — Денгофф. 1633 року частина представників роду отримали титул графів Священної Римської імперії, а 1637 року — титул князів. Після поділу Речі Посполитої члени роду були підданими Пруссії та Росії.

## Представники
- Георг-Альбрехт Денгофф (1640–1702) — великий канцлер коронний (1689–1702), єпископ краківський (1701–1702).
- Йоганн-Казимир Денгофф (1649–1697) — кардинал (з 1689).
- Зигмунд Денгофф — сокальський, богуславський, звенигородський староста,[2] крайчий королеви,[3]
- Станіслав-Ернест Денгофф — польний гетьман литовський, староста калуський, перший чоловік Марії-Софії Сенявської